# فانتوسمی
فانتوسمی (انگلیسی: Phantosmia) یا توهم بویایی به معنای استشمام بویی است که در واقع وجود ندارد. این اتفاق ممکن است در یک سوراخ بینی یا هر دو رخ دهد. فانتوسمی با بوی نامطبوع که کاکوسمیا نامیده می‌شود، بیشتر دیده می‌شود. اغلب به عنوان بوییدن چیزی که سوخته، کثیف، خراب یا فاسد شده‌است توصیف می‌شود. تجربه بوهای فانتوسمی از دتی تا مدت دیگر طبیعی است و معمولاً خود به خود از بین می‌رود. هنگامی که به نظر می‌رسد توهمات از این نوع از بین نمی‌روند یا زمانی که دوباره عود می‌کنند، می‌تواند بسیار ناراحت‌کننده باشد و می‌تواند کیفیت زندگی فرد را کاهش دهد.
بیماری‌های شایع پزشکی مانند عفونت بینی، پولیپ بینی یا مشکلات دندانی می‌توانند باعث ایجاد بوی فانتوسمی شوند. بوی شبح همچنین می‌تواند ناشی از شرایط عصبی مانند میگرن، آسیب‌های سر، سکته مغزی، بیماری پارکینسون، تشنج، یا تومورهای مغزی باشد. همچنین می‌تواند نشانه‌ای از برخی اختلالات روانی مانند افسردگی، اختلال دوقطبی، مسمومیت یا کناره‌گیری از مواد مخدر و الکل، یا اختلالات روان‌پریشی باشد. برخی از مواد موجود در محیط نیز می‌توانند باعث ایجاد بوی فانتوسمی شوند. اینها شامل دود تنباکو، انواع خاصی از مواد شیمیایی (مانند حشره‌کش‌ها یا حلال‌ها)، یا پرتو درمانی برای سرطان سر یا گردن است.
یک پزشک می‌تواند تشخیص دهد که آیا مشکل مربوط به حس بویایی (سیستم بویایی) یا چشایی (سیستم چشایی) است یا اینکه ناشی از یک اختلال عصبی یا روان‌پزشکی است. فانتوسمی معمولاً خود به خود از بین می‌رود. گاهی این مرحله به مرحله رخ می‌دهد. این روند می‌تواند چندین سال طول بکشد. وقتی بوی شبح ناشی از یک بیماری باشد (مثلاً سینوزیت)، باید با بیماری از بین برود. اگر مشکل ادامه یابد یا باعث ناراحتی قابل توجهی شود، پزشک ممکن است قطره‌های نمک بینی، داروهای ضد افسردگی یا ضد تشنج، بیهوشی بخش‌هایی از بینی، یا در شرایط بسیار نادر، روش‌های جراحی برای برداشتن اعصاب بویایی یا پیاز را توصیه کند.